# Mike Powell
Michael "Mike" Anthony Powell, född 10 november 1963 i Philadelphia i Pennsylvania, är en amerikansk före detta friidrottare. Powell innehar världsrekordet i längdhopp sedan 1991, då han hoppade 8,95 m i VM-finalen i Tokyo. Före finalen innehade landsmannen Bob Beamon världsrekordet med 8,90 m från olympiska spelen i Mexico City 1968. Då landsmannen Carl Lewis noterade 8,91 m (i för stark medvind för att räknas som världsrekord) var Powell tvungen att slå världsrekord för att vinna VM-guldet.
Året därpå, 1992, fick Lewis sin revansch då han vann OS i Barcelona på 8,67 m, 3 cm längre än Powell. Detta blev således en repris på olympiska spelen i Seoul 1988 då Lewis vann före Powell.
Vid världsmästerskapen i württembergska Stuttgart 1993 slapp Powell konkurrens från Lewis (som koncentrerade sig på 100 m och 200 m löpning) och kunde försvara sitt VM-guld. Powell var, i frånvaro av Lewis, favorit inför VM i Göteborg 1995 men blev trea, besegrad av kubanen Iván Pedroso och Jamaicas James Beckford.
Sitt sista stora framträdande gjorde Powell vid OS i Atlanta 1996. Lewis vann sitt 4:e OS-guld i längdhopp i följd, medan Powell blev femma med säsongsbästa på 8,17 m.